# Plaza Perú (Lima)
La plaza Perú, históricamente llamada Plaza Francisco Pizarro, es un espacio público ubicado en el Centro histórico de Lima, en Perú.

## Historia
Se encuentra en una esquina de la plaza Mayor de Lima, en un lateral entre el Palacio de Gobierno y el Palacio Municipal, donde existió una antigua casona virreinal que fue demolida en 1952, durante la gestión del alcalde Eduardo Dibós, para inaugurar, el 26 de julio de ese año, la Plazoleta Francisco Pizarro. Denominada así porque fue el lugar donde se decidió trasladar, desde la catedral de la ciudad, la polémica estatua ecuestre de Francisco Pizarro, de Charles Rumsey. Esta estatua fue removida por el Gobierno municipal de Luis Castañeda, en 2003, y reubicada en el parque de la Muralla. Tras ello, se remodeló la plaza, se colocó una pileta y la bandera nacional en el centro, y fue rebautizada.

## Galería

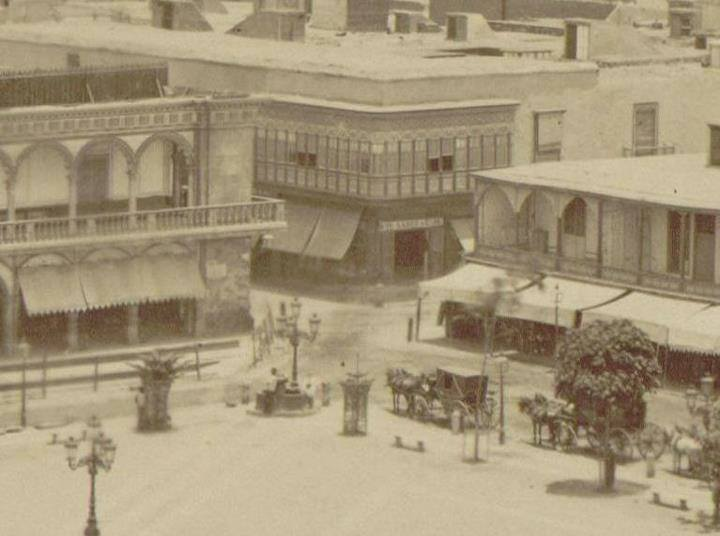
Antigua casona virreinal (centro). Tras su derribo, en el solar se levantó la plazoleta Francisco Pizarro.
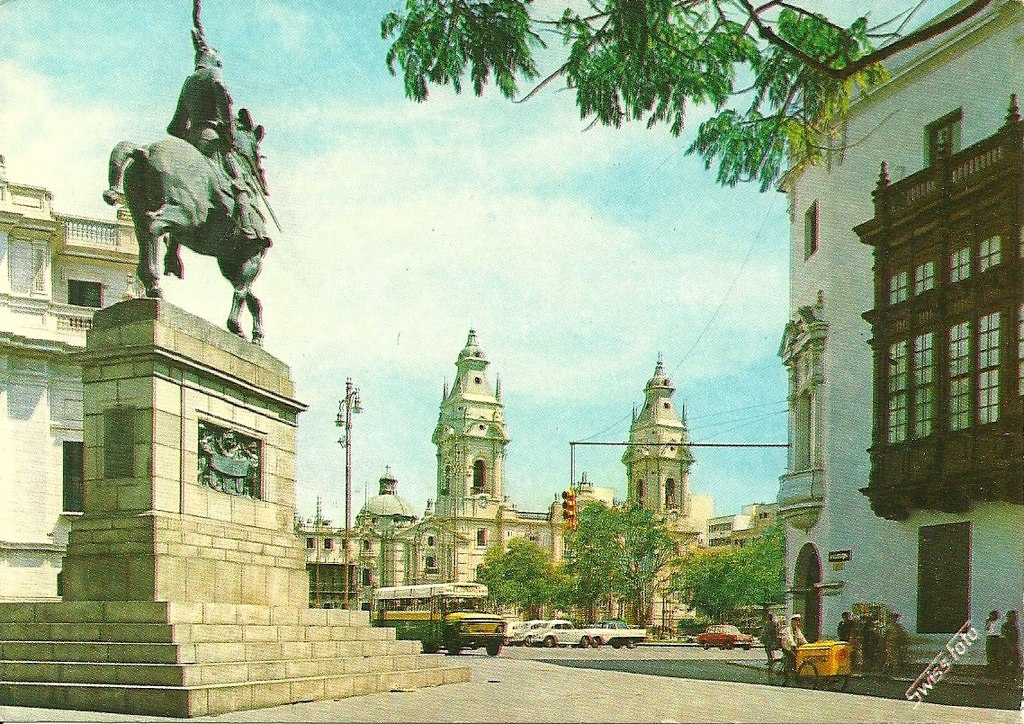
Plazoleta Francisco Pizarro con la estatua ecuestre en 1987. Al fondo se aprecia la Catedral de Lima.
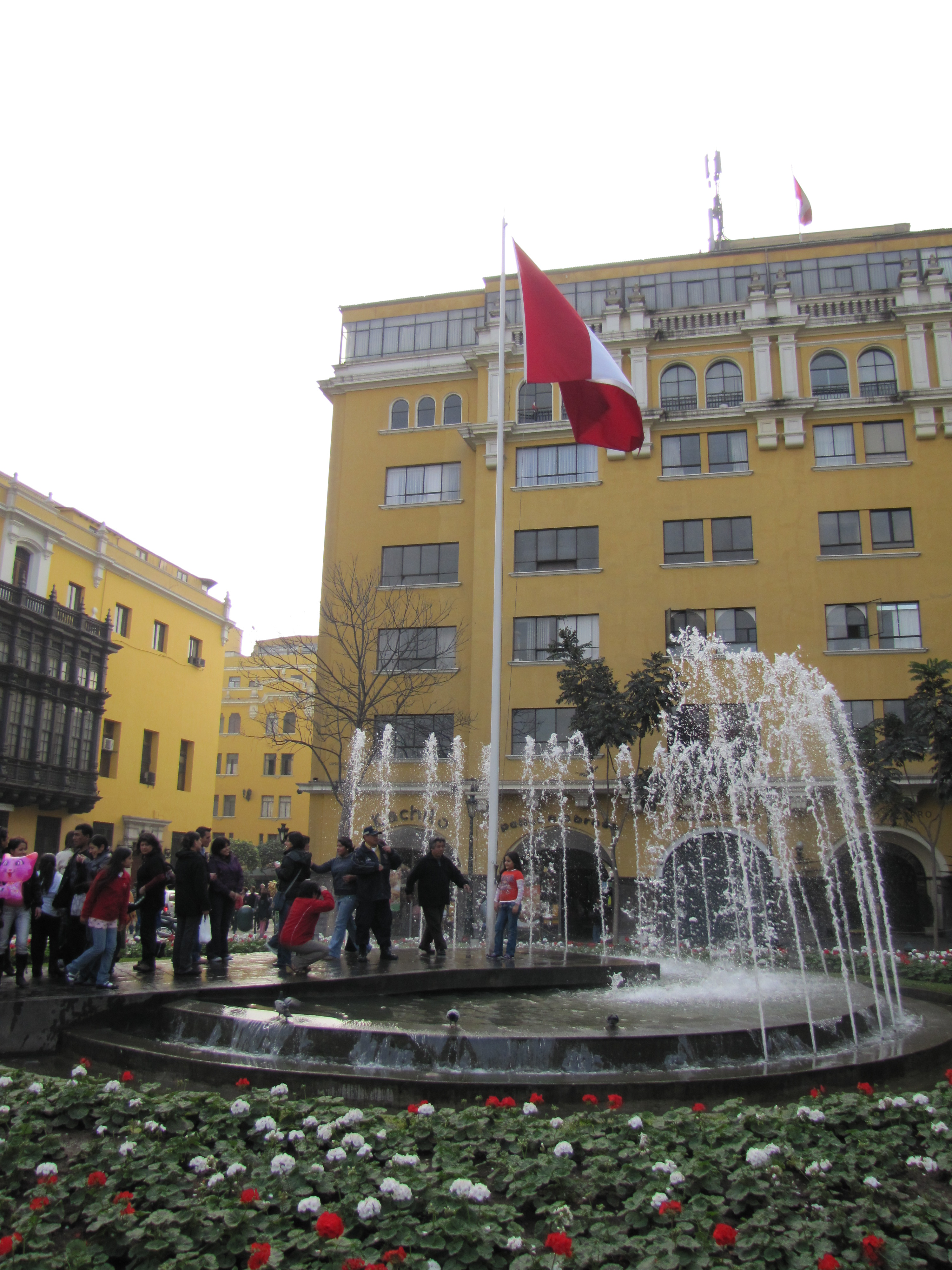
La pileta y la bandera instaladas en la plaza Perú.